# Lijst van burgemeesters van Oosterhesselen
Dit is een lijst van burgemeesters van de voormalige Nederlandse gemeente Oosterhesselen in de provincie Drenthe tot 1 januari 1998. Op deze datum ging Oosterhesselen op in de - aangepaste - gemeente Coevorden.
| Ambtsperiode | Naam burgemeester                        | Partij of stroming | Bijzonderheden                  |
| ------------ | ---------------------------------------- | ------------------ | ------------------------------- |
| 1819 - 1832  | jhr.mr. Hendrik Jan Leopold van der Wyck |                    |                                 |
| 1832 - 1850  | Jan Schoemakers                          |                    |                                 |
| 1850 - 1889  | mr. Johannes Petrus Willinge             |                    |                                 |
| 1889 - 1892  | Nicolaas Gerard Servatius                |                    |                                 |
| 1892 - 1910  | Simon Johannes Mattheas van Moock        |                    |                                 |
| 1910 - 1929  | Jan Gerard Legro                         |                    |                                 |
| 1930 - 1933  | mr. Aleid Pieter Korthals Altes          |                    |                                 |
| 1933 - 1937  | Martinus Pelinck                         |                    |                                 |
| 1937 - 1944  | Cornelis de Kock                         |                    |                                 |
| 1944         | Philip (Ph.A.J.) Schipper                | NSB                |                                 |
| 1945 - 1946  | A. Kleijn                                |                    | waarnemend                      |
| 1946 - 1955  | mr. Nicolaas Wessels Boer                |                    |                                 |
| 1955 - 1959  | Gerrit Grolleman                         | PvdA               |                                 |
| 1959 - 1960  | W.J.A.Ch. de Vries                       | PvdA               | Verongelukt op 25 oktober 1960  |
| 1961 - 1970  | Roelf Sietze Hofstee Holtrop             | VVD                | werd burgemeester van Coevorden |
| 1970 - 1978  | W.J. Vuursteen                           | VVD                |                                 |
| 1979 - 1986  | Ton Schipper                             | CDA                |                                 |
| 1986 - 1992  | H.M. Gielink                             | CDA                |                                 |
| 1992 - 1998  | Tryntsje Slagman-Bootsma                 | PvdA               |                                 |